# Alexander Nikolajewitsch Petschen
Alexander Nikolajewitsch Petschen, englische Transkription Alexander Nikolayevich Pechen, russisch Александр Николаевич Печень, (* 26. Januar 1979 in Moskau) ist ein russischer Physiker und Mathematiker. 2009 wurde er Preisträger des Blavatnik-Preises für junge Wissenschaftler (USA) und 2016 wurde er zum Professor der Russischen Akademie der Wissenschaften unter rund 500 russischen Spitzenforschern unter fünfzig Jahren gewählt.

## Berufliche Karriere
Petschen schloss sein Studium der Physik an der Lomonossow-Universität Moskau 2001 mit Auszeichnung ab, wobei er sich auf theoretische Physik spezialisiert hatte. Er promovierte 2004 und habilitierte sich 2014. Er befasst sich mit Quantenmechanik, Quantenkontrolle, Statistischer Mechanik, offenen Quantensystemen und mathematischer Physik.
Von 2000 bis 2003 war Petschen als Gastforscher an der Universität Tor Vergata in Rom und von 2005 bis 2010 am Chemistry Department der Princeton University tätig, wo er herausfand, dass es möglich ist, eine einheitliche mathematische Behandlung für eine breite Palette von Steuerungsphänomenen offener Systeme zu entwickeln. Die Kontrolle offener Quantensysteme ist für Anwendungen von großer Bedeutung, da Atome und Moleküle in der Praxis fast immer signifikant mit ihrer Umgebung interagieren.  Die Arbeit in Princeton brachte ihm den Blavatnik-Preis ein.
Von 2011 bis 2013 arbeitete er als Marie-Curie-Stipendiat für das internationale ACOLA-Projekt am Institut für chemische Physik des Weizmann-Institut für Wissenschaften in Israel. Seine Arbeit konzentrierte sich auf die Analyse von Quantenkontrolllandschaften. Gemeinsam mit D. J. Tannor nahm er eine Unterscheidung zwischen kinematischen sowie dynamischen kritischen Punkten vor und wies das Einfangverhalten von Quantenkontrollsystemen nach.
Derzeit ist er Mitglied des Steklow-Institut für Mathematik in Moskau; von 2016 bis 2019 leitete er dort das Labor für mathematische Methoden für Quantentechnologien, das 2019 in einer gleichnamigen Abteilung unter seiner Leitung aufging. Daneben ist er Mitglied der Nationalen Universität für Wissenschaft und Technologie (MISiS) in Moskau. Von 2013 bis 2016 war er akademischer Sekretär des Steklov-Instituts und er ist auch Mitglied des Rats des Steklov-Instituts und des MISiS.
Seit 2014 ist Petschen Mitglied des Koordinierungsrates des Föderationsforschungsprogramms 2013 bis 2020 in Russland. Von 2014 bis 2018 war er Koordinator des Forschungsprojekts «Zeitgenössische Mathematik und ihre Anwendungen» (ca. 120 Teilnehmer) am Stekov-Institut.
Seit 2015 ist er außerdem akademischer Sekretär des Nationalen Komitees der Mathematiker Russlands. Er war gemeinsam mit Arkadi Dworkowitsch, Sergei Kisljakow, Andrei Okunkow, Stanislaw Smirnow und Wiktor Wassiljew Mitglied der russischen Delegation in der Generalversammlung der Internationalen Mathematische Union 2018 in São Paulo, Brasilien. Die Delegation trug eine Bewerbung für den Internationalen Mathematikerkongress 2022 in Sankt Petersburg vor, die erfolgreich war. Alexander Petschen ist Mitglied des Organisationskomitees des Internationalen Mathematikerkongresses 2022 in Sankt Petersburg.